# Heute in Jerusalem
Chansons représentant l'Autriche au Concours Eurovision de la chanson
Mrs. Caroline Robinson
(1978) Du bist Musik
(1980)
Heute in Jerusalem (en français, Aujourd'hui à Jérusalem) est la chanson représentant l'Autriche au Concours Eurovision de la chanson 1979. Elle est interprétée par Christina Simon.

## Histoire
Lors des concerts de sa tournée du 23 au 28 novembre 1975 en Israël, André F. Heller chante Jetzt fahr'n wir nach Jerusalem. Il lui vient l'idée de participer au Concours Eurovision de la chanson qui aura lieu à Jérusalem.
Au moment de la candidature, la chanson a pour compositeur Josef Dermoser. Sur les contrats qui suivront apparaît le nom de Peter Wolf qui avouera pourtant n'avoir rien écrit.
Peter Wolf vit depuis 1973 aux États-Unis et joue dans le groupe de Frank Zappa. Christina Simon, sa compagne, vient dans ce pays en 1977 et revient de temps en temps en Europe pour donner des spectacles.
Heller et Peter Wolf travaillent ensemble. En 1978, sort Andre Heller Poetic Sound - Music For Lovers And Loosers enregistré avec Objective Truth Orchestra auquel appartient Wolf.
Le clip de présentation est tourné dans la carrière de Sankt Margarethen, site antique qui ressemble à une scène d'opéra. Il montre Simon chantant le premier couplet et le refrain en hauteur sur un rocher.
Au cours du  Concours Eurovision de la chanson le 31 mars 1979, la chanson est présentée à l'avant-dernière place dans l'ordre de présentation. En plus de l'orchestre dirigé par Richard Oesterreicher, Christina Simon est accompagnée par un orchestre de jazz fait d'un saxophone, d'un piano à queue, d'une basse et d'une batterie. Le pianiste et le saxophoniste Lou Marini sont derrière elle.
La ballade obtient finalement cinq points, quatre de l'Italie et un du Royaume-Uni. Elle est à la dernière, avec la représentante de la Belgique, Micha Marah, avec Hey Nana.
La chanson sort en allemand et en anglais, elle ne se classe pas parmi les meilleures ventes.

## Source de la traduction
- (de) Cet article est partiellement ou en totalité issu de l’article de Wikipédia en allemand intitulé « Frauen regier’n die Welt » (voir la liste des auteurs).